# Spuisluizen Halfweg

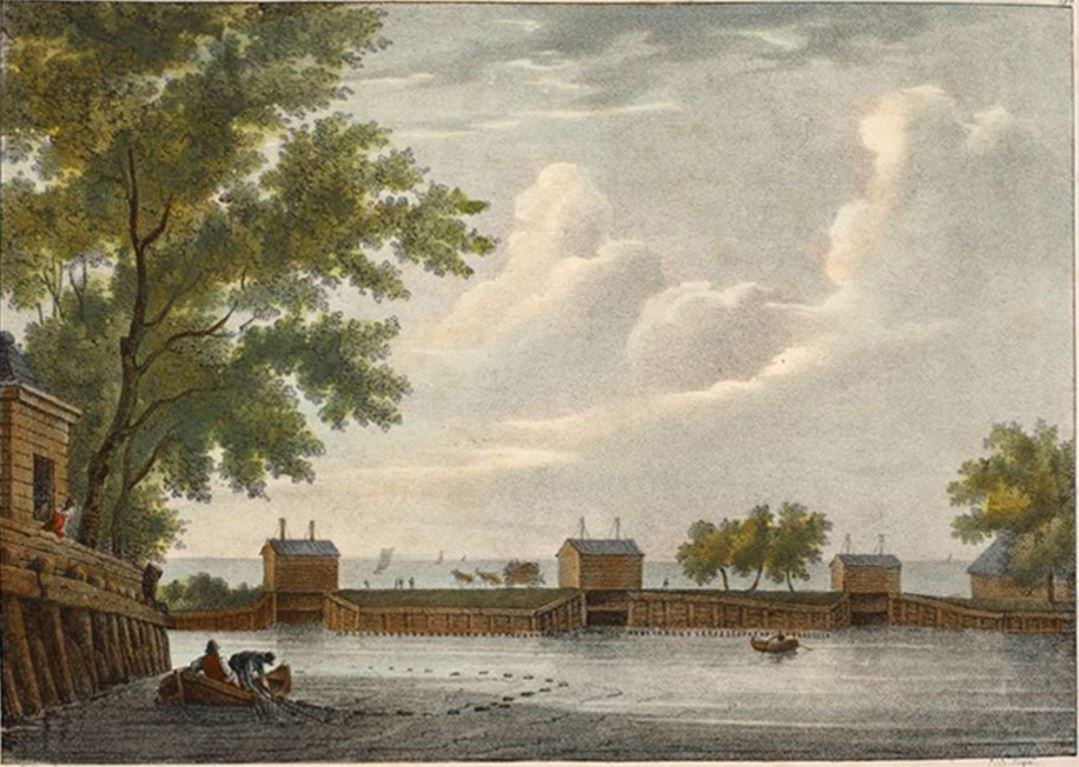
De spuisluizen te Halfweg; 1830.

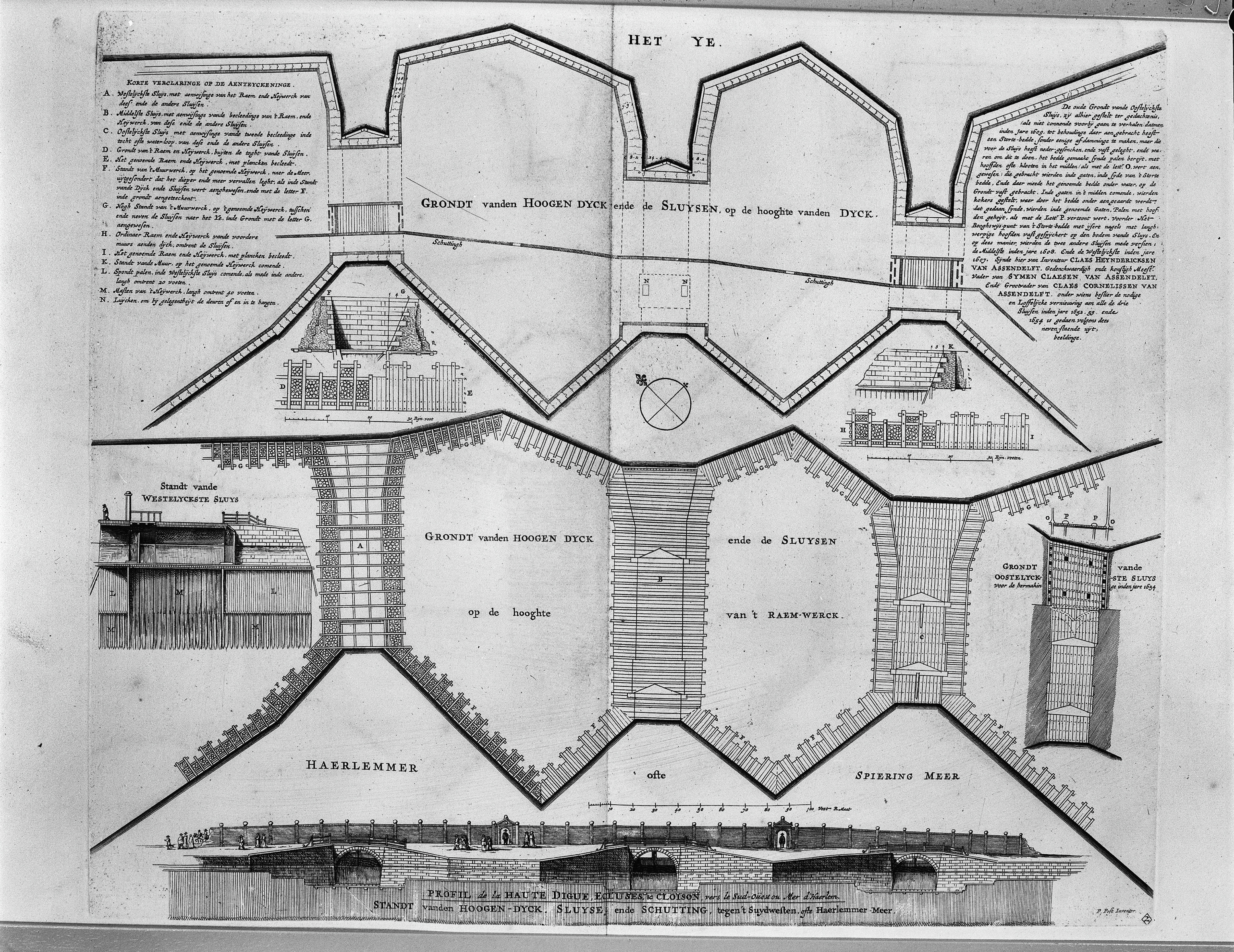
Plattegrond van de drie spuisluizen; 1654.

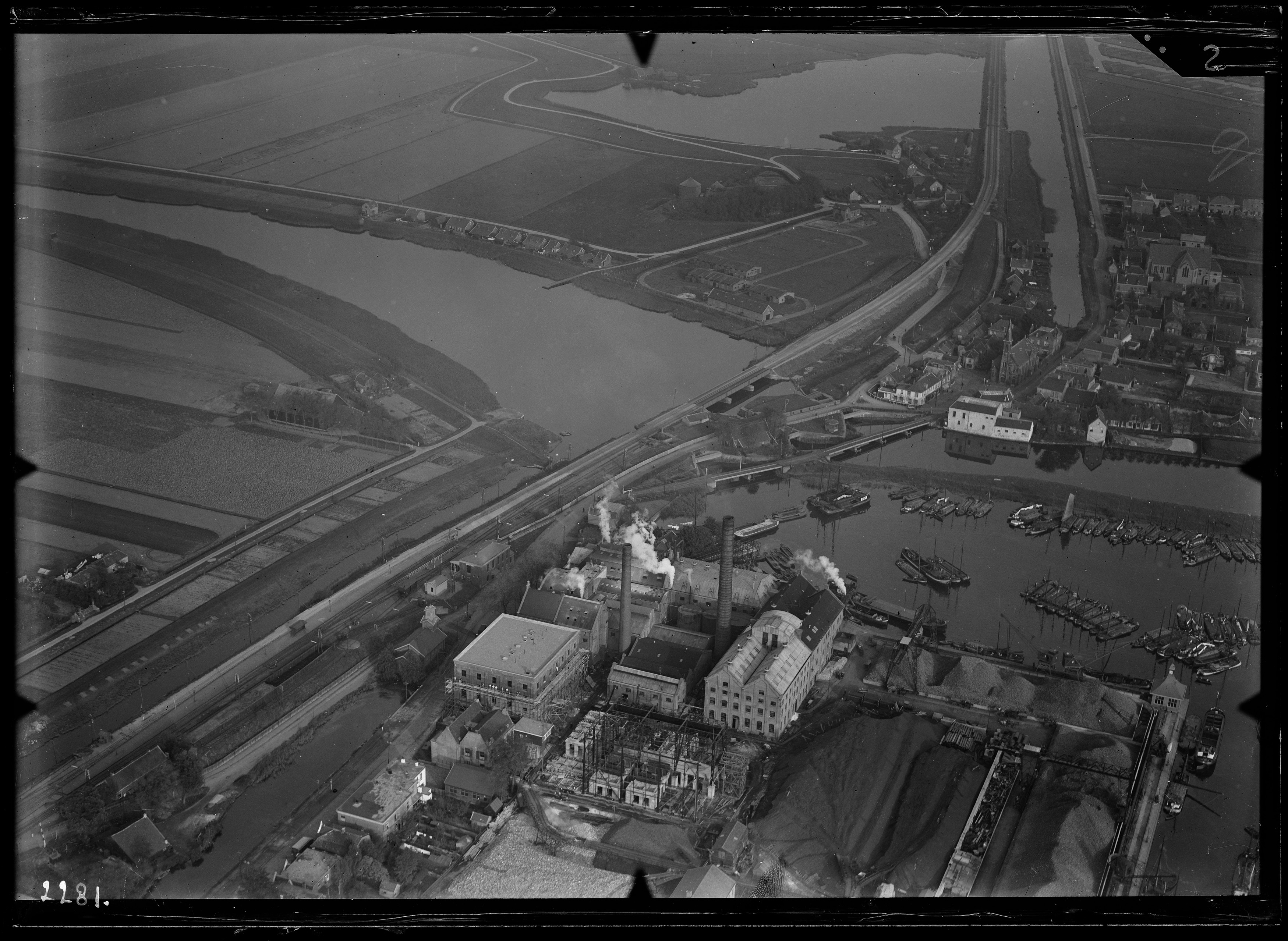
Luchtfoto van Halfweg, in het midden liggen de spoorbrug, de drie sluizen en de bruggen voor de tram en het wegverkeer; circa 1930.

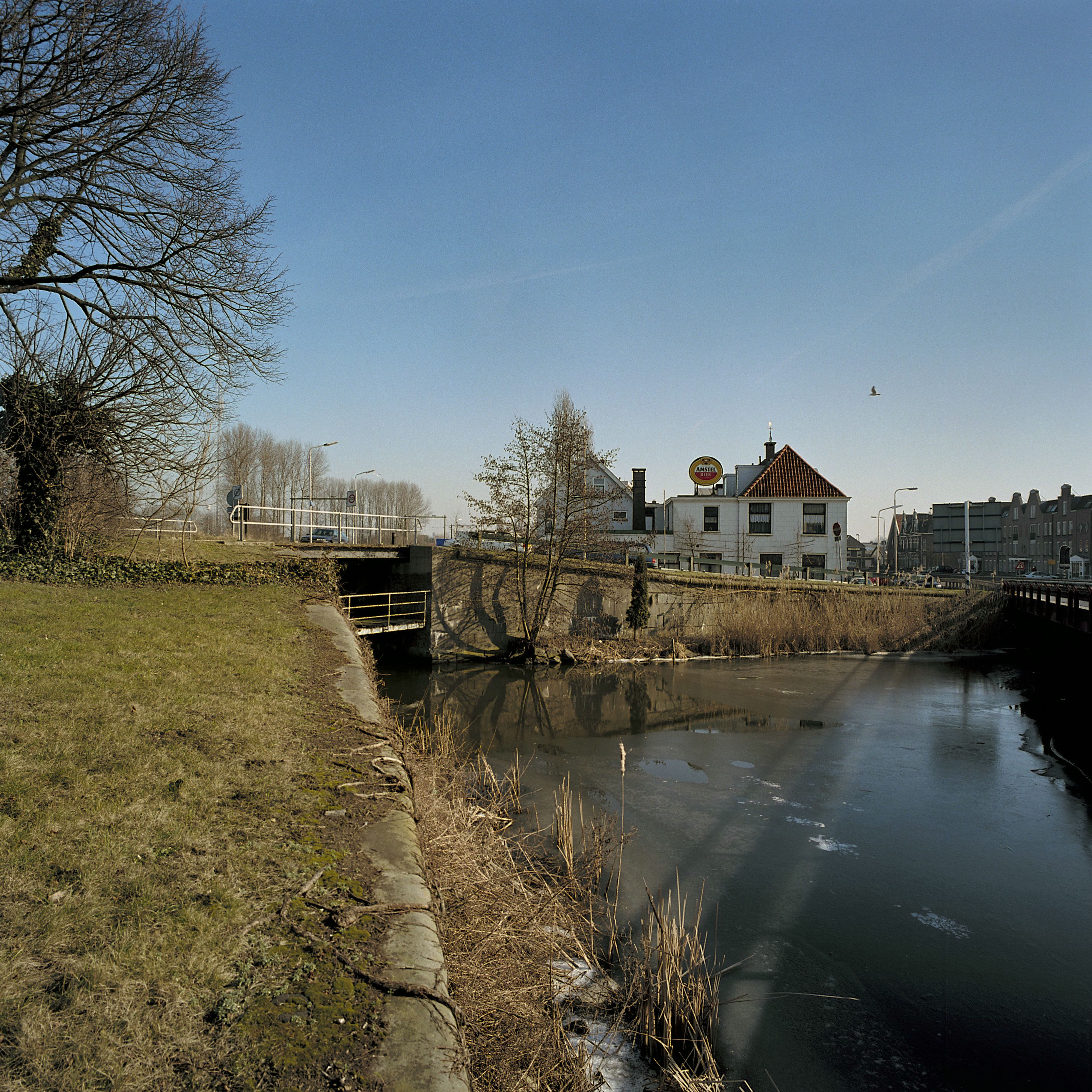
Zijaanzicht van de oostelijke sluis; februari 2003.

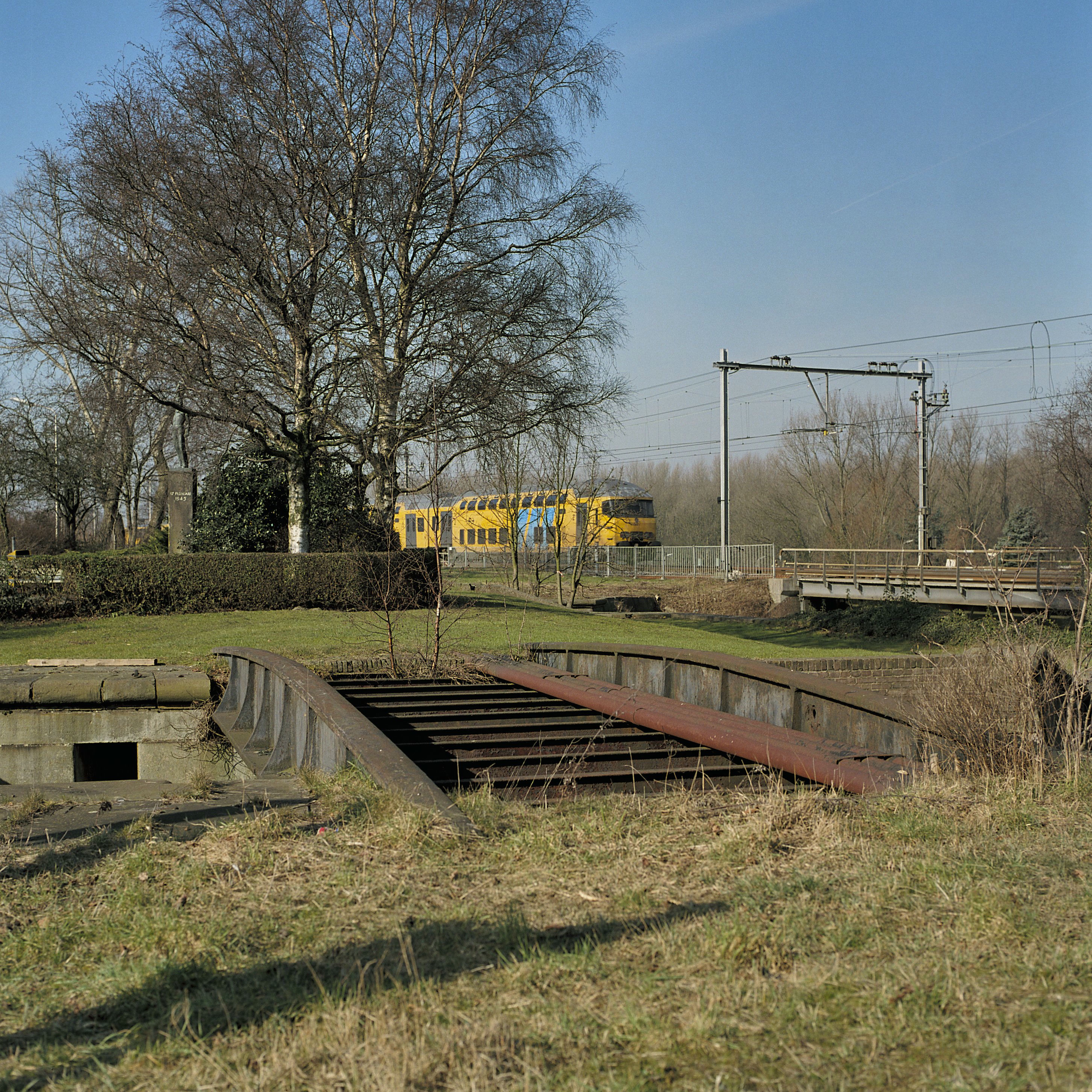
Overzicht oostelijke sluis met oude spoorbrug uit 1868; februari 2003.

Ter hoogte van Halfweg liggen drie historische spuisluizen in de Spaarndammerdijk tussen Amsterdam en Spaarndam. De sluizen zijn niet meer in gebruik, maar hadden tot 1977 een functie in de afwatering van de Ringvaart van de Haarlemmermeerpolder, boezemwater van het Hoogheemraadschap Rijnland, naar het IJ (sinds 1872 het Noordzeekanaal; via Zijkanaal F).

## Spaarndammerdijk
Vanaf de begintijd van de Spaarndammerdijk in de 13e eeuw waren er afwateringssluizen. Sinds de tweede helft van de 13e eeuw lagen in de afdamming van het Spaarne de sluizen te Spaarndam (spuisluizen en een schutsluis) waar het water van Rijnland uitwaterde op het IJ.

## Extra sluizen
Omdat de capaciteit van de sluizen bij Spaarndam niet voldoende was moesten er meer spuisluizen komen. Eerst werd geprobeerd om overtollig boezemwater te lozen via de Kostverlorenvaart aan de westkant van Amsterdam. Tussen de Schinkel en het IJ werd in 1413 een nieuwe vaart gegraven. Amsterdam weigerde echter om sluizen in deze vaart toe te laten wegens het gevaar van overstromingen. Omdat de investering in deze vaart weggegooid geld was, was de 'Cost Verloren', waar de naam van de Kostverlorenvaart van afgeleid is.

## Sluizen bij Polanen
Bij Polanen (tegenwoordig Halfweg) was er bij de Spaarndammerdijk na oeverafslag slechts een smalle strook grond overgebleven tussen het Spieringmeer en het IJ. Dit werd daardoor een geschikte locatie voor extra sluizen. In 1492 werden hier twee houten spuisluizen aangelegd, waardoor er meer afwateringscapaciteit ontstond. Deze beide sluizen lagen ten westen van de huidige sluizen.
Er werd ter hoogte van deze sluizen in 1517 een nieuw gemeenlandshuis gebouwd, de 'Swanenburgh'. Dit werd in 1648 vervangen door het nog bestaande Gemeenlandshuis Swanenburg.
In 1509 was er een grote doorbraak waardoor het IJ en het Haarlemmermeer in rechtstreekse verbinding kwamen. Met grote moeite kon de dijk weer gedicht worden en werden er nieuwe sluizen gebouwd. In 1517 kwamen er nog twee sluizen bij. Het Spieringmeer was inmiddels onderdeel geworden van de Grote Haarlemmermeer. Enkele decennia later moest men wegens geldgebrek twee sluizen opgeven. De houten sluizen hadden een levensduur van circa 25 jaar en moesten in de 16e eeuw regelmatig worden vervangen en werden daarbij ook verplaatst. In 1556 werd een nieuwe derde houten sluis gebouwd, ter plaatse van de huidige Middelsluis.
De sluizen werden gebruikt voor het bij laag water lozen van water vanaf het Spieringmeer op het IJ dat in die tijd in open verbinding stond met de Zuiderzee, waardoor er eb- en vloedwerking was. Tevens waren zij keersluizen tegen hoogwater in het IJ.

## Van houten naar stenen sluizen
De drie huidige stenen sluizen, waarvan de bouw startte op 12 april 1558, waren voor die tijd vooruitstrevend. Niet alleen door te bouwen in steen maar ook door het voor het eerst toepassen van z.g. puntdeuren. De uitvinding van de puntdeur is toe te schrijven aan ontwerper van de sluizen, Cornelis Frerixz van der Goude.
In 1558 functioneerden er drie sluizen: een nieuwe houten, de 'Jan Clockensluis', de Kerkmenssluis, die in slechte staat verkeerde, en de nieuwe stenen Westsluis. Na de Westsluis (1558) werden de stenen Oostsluis (1566) en Middelsluis (1583) gebouwd. Het waren de eerste stenen sluizen in het beheersgebied van het Hoogheemraadschap Rijnland. Het waren duikersluizen in de dijk, die niet geschikt waren voor het doorlaten van schepen.
In 1852 werd ten zuiden van de sluizen een stoomgemaal gebouwd, het Stoomgemaal Halfweg.

## Sluisdeuren verwijderd
De sluisdeuren zijn in 1977 verwijderd na de ingebruikname van het nieuwe Boezemgemaal Halfweg bij de Amerikahaven dat de taak overnam van het oude stoomgemaal. De sluizen hebben nu, samen met de tussengelegen eilanden, vooral een historische waarde. Ze zijn daarom opgenomen in de gemeentelijke monumentenlijst.

## Grotere doorstroomopening
Omdat de doorstroomopening van de drie sluisjes niet meer voldoende is voor de huidige waterafvoer van het Hoogheemraadschap Rijnland, moet er ter plaatse een grotere waterdoorvoer worden gemaakt. Het plan is met behoud van de historische bouwwerken ruimte te vinden voor de grotere doorstroomopening. Ook worden de sluisjes gerestaureerd.

## Spoorbruggen
Bij de aanleg van de eerste spoorlijn in Nederland, de Spoorlijn Amsterdam - Haarlem uit 1839, werden er ook houten bruggen over de sluizen gelegd. Deze werden in 1868 vervangen door gietijzeren bruggen. In 1916 werd de spoorlijn verlegd naar iets ten noorden van de sluizen en kwam er een nieuwe stalen brug, die in 2005 werd vervangen door een betonnen brug.
Twee oude brugjes bleven op hun plek. Het brugje over de Westsluis werd in 1989 overgebracht naar het Nederlands Spoorwegmuseum te Utrecht en het laatste brugje over de Oostsluis is nog steeds op zijn oorspronkelijk plek te bewonderen. Het is een van de oudste tastbare resten van de eerste spoorlijn van Nederland. De spoorbrug is van architectuurhistorische waarde als zeldzaam geworden en vroeg voorbeeld van een constructie met gietijzeren balken, daterend uit het derde kwart van de 19de eeuw.

## Galerij

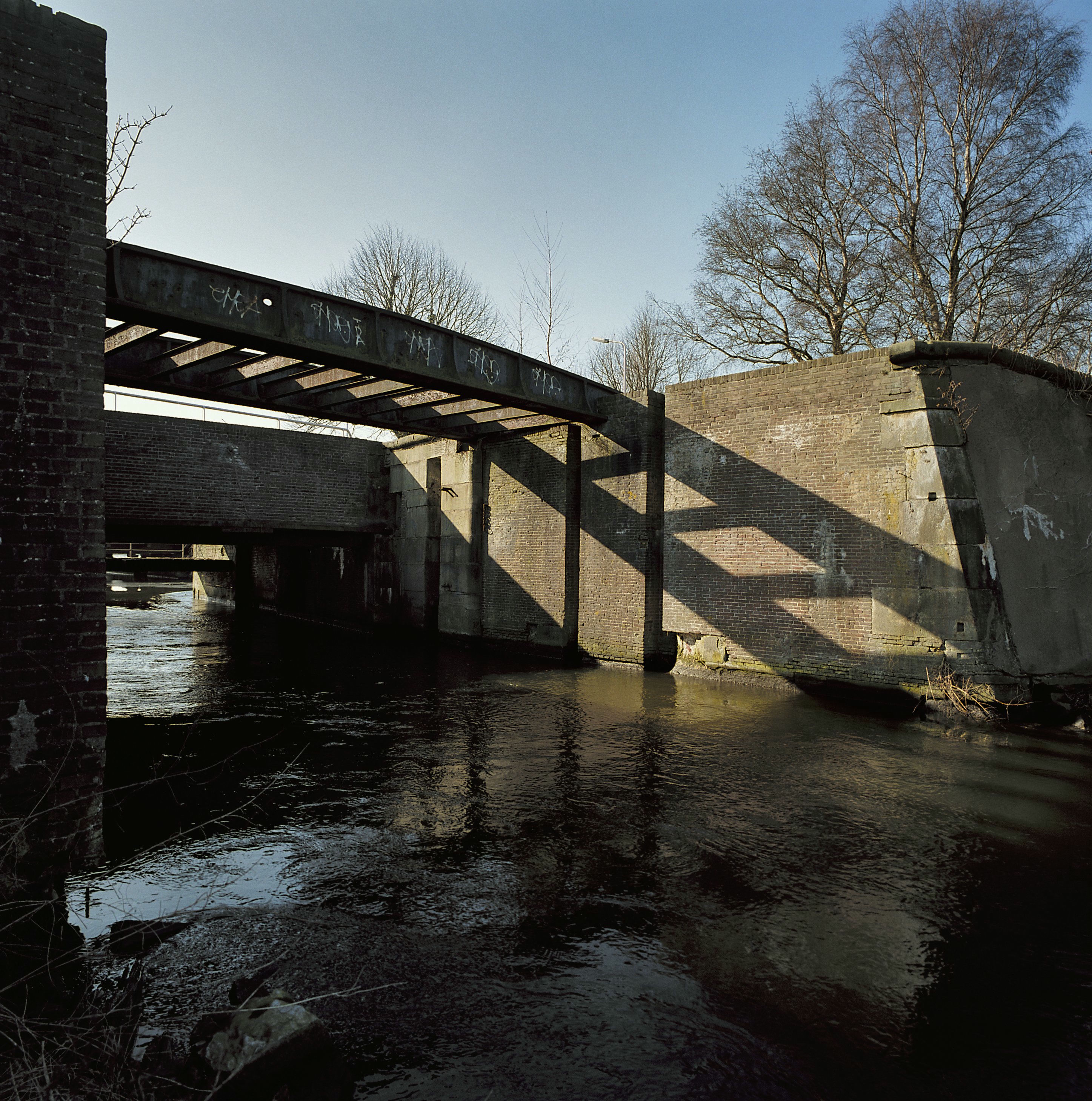
Onderaanzicht oostelijke sluis sluis met oude spoorbrug uit 1868; februari 2003.
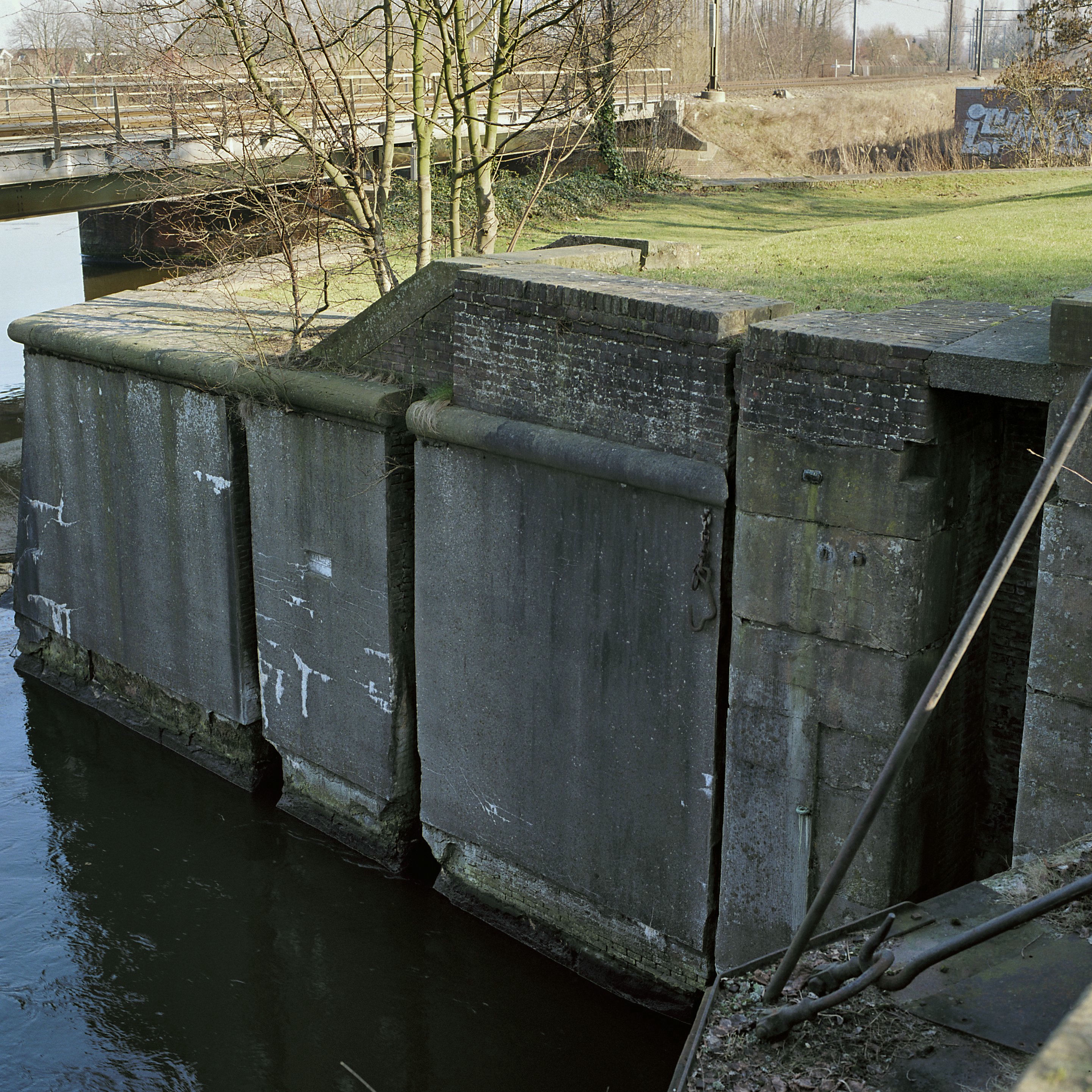
Onderaanzicht noordkant westelijke sluis, met de locatie van de vroegere sluisdeuren; februari 2003.
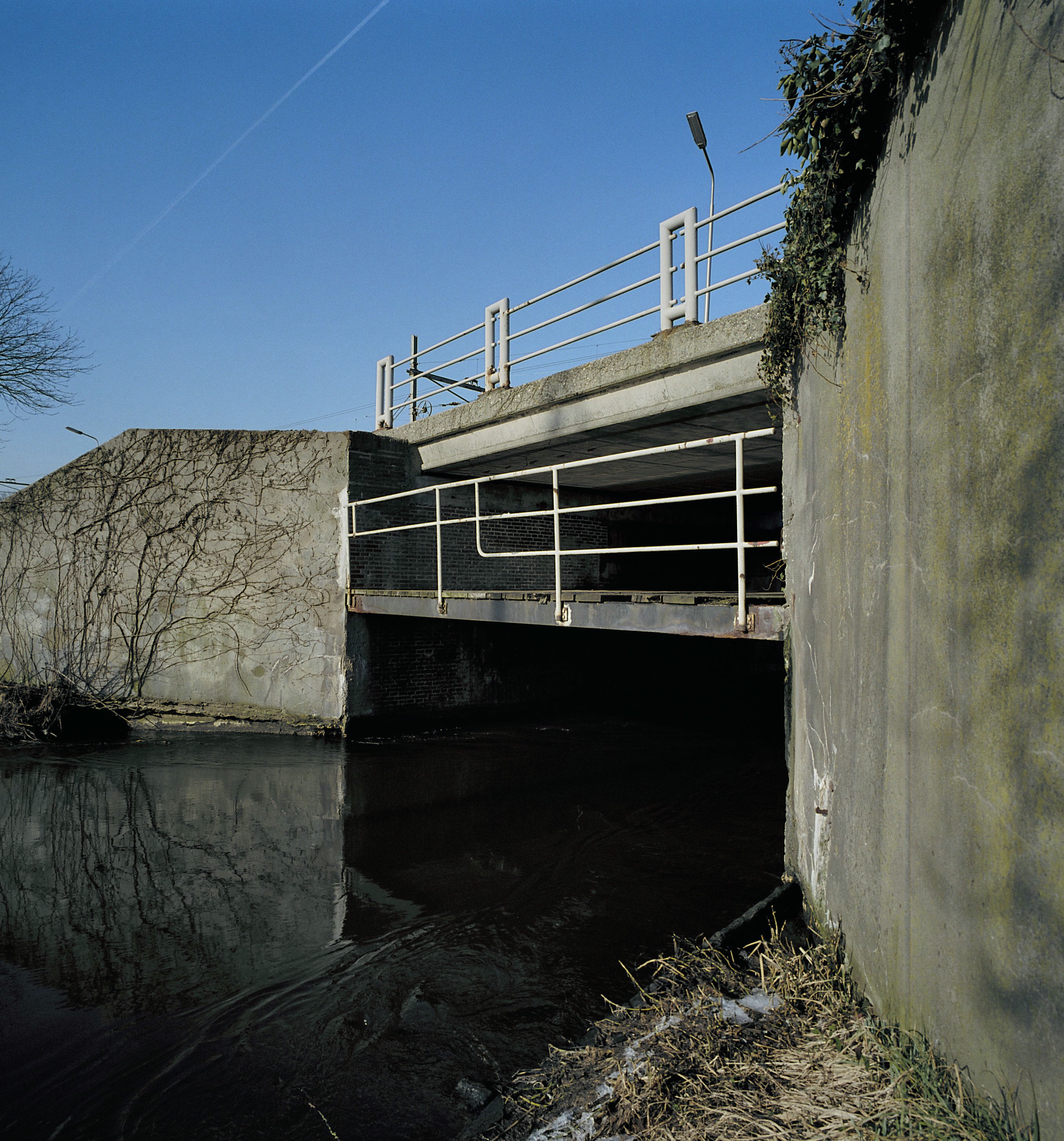
Onderaanzicht westelijke sluis; februari 2003.
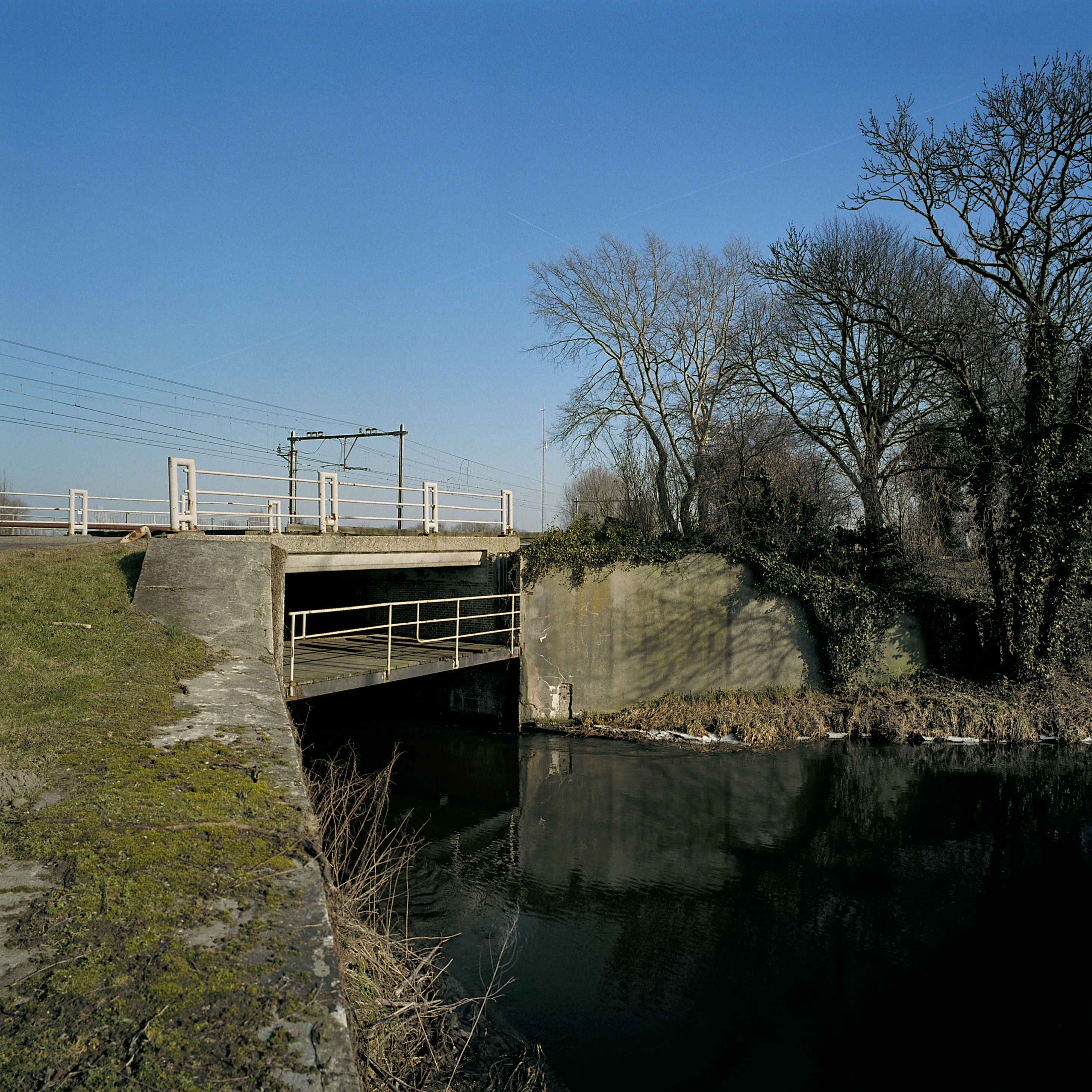
Zijaanzicht westelijke sluis; februari 2003.